# Mathew Tait
Mathew James Tait (* 6. Februar 1986 in Wolsingham, County Durham) ist ein ehemaliger englischer Rugby-Union-Spieler. Er spielte als Schlussmann, Außendreiviertel oder Innendreiviertel für die englische Nationalmannschaft und zuletzt die Leicester Tigers.
Tait durchlief zahlreiche Jugendnationalmannschaften, bevor er 2003 zu den Newcastle Falcons kam. Im Mai 2004 lief erstmals für den Club in einem Spiel der Guinness Premiership auf, Gegner waren die London Irish. Ihm gelang gleich mit seiner ersten Ballberührung der erste Versuch seiner Profikarriere.
Tait spielte eine wichtige Rolle beim Gewinn der Silbermedaille im Siebener-Rugby bei den Commonwealth Games 2006. Mit neun gelegten Versuchen war er der Topscorer des Wettbewerbs. Zuvor hatte er mit England A den Churchill Cup gewonnen.
Kurz vor seinem 19. Geburtstag lief Tait erstmals für die Herrennationalmannschaft Englands auf. Er musste danach jedoch 16 weitere Monate warten, um zu einem zweiten Einsatz zu kommen. Er gehörte zum Kader der Nationalmannschaft zur Weltmeisterschaft 2007 und war mit 21 Jahren und 256 Tagen der jüngste englische Spieler, der ein WM-Finale bestritten hat. Dabei gelang ihm beinahe ein Versuch, letztlich unterlag man Südafrika.
Bei den Six Nations 2008 ersetzte er Mike Tindall nach dessen Verletzung für die Dauer des Turniers. Am Ende der Saison wechselte er von Newcastle zu den Sale Sharks. Im Sommer wurde er mit auf die Tour nach Neuseeland genommen, wo er in einem Spiel zum Einsatz kam.
2018 beendete er seine Spielerkarriere.